# Peter Larsens Kaffe
Peter Larsen Kaffe er en kaffe-grossist med eget kafferisteri. Firmaet har hovedsæde i Viborg og er ejet af den svenske familieejede virksomhed Lofberg Coffee Group.

## Historie
Firmaet blev stiftet i 2. april 1902 af grosserer Peter Larsen. Han drev en almindelig detailforretning i centrum af Viborg. Efter nogle år udvidede han forretningen, til nu også at levere kaffe i større mængder til købmand og andre handlende. I 1929 indtrådte Asmund Thorsen i firmaet. Han skulle primært stå for kafferistningen, imens Peter Larsen nu udelukkende skulle stå for grossistafdelingen. Da Peter Larsen i 1933 døde, overtog Asmund Thorsen hele firmaet og omdannede det til aktieselskab.
I 1966 indtrådte den 22-årige Kaj Bertelsen i ledelsen af sin svigerfars firma. Bertelsen og hustruen Kirsten gik i gang med at udvide firma og produktion. 14-15 andre kafferisterier er blevet opkøbt siden da.
I 1972 startede firmaet egen import af kaffe fra Brasilien, og det var startskuddet til firmaets import af hele kaffebønner fra det meste af verden. Firmaet var de første i Danmark der introducerede økologisk Fairtrade (tidl. Max Havelaar) kaffe.
Indtil 1999 var også en chokolade- og kolonialafdeling tilknyttet. Den blev solgt til konkurrenten Chokoland fra Struer.
Kafferisterierne i Skive, Randers, Århus og Esbjerg samt salgsafdelingen i Sønderborg blev i år 2000 lukket ned, og firmaet samlede alle sine aktiviteter i Viborg.
Familien Bertelsen havde et stykke tid været på udkig efter en partner til firmaet. I 2002 solgte de halvdelen af firmaet til koncernen bagved det svenske kaffefirma Löfbergs Lila.
3. generation i familien overtog i 2004 rollen som administrerende direktør. Kaj Bertelsen ville hellige sig Danmarks største Ferrari-samling og salg af eksklusive biler i sit firma Prestige Cars. Det blev sønnen Claus Bertelsen, der satte sig i den stol, hvor både hans far og morfar tidligere havde siddet.
I 2025 stoppede Claus Bertelsen som direktør og solgte sin andel af firmaet til Löfbergs Lila, som dermed er eneejer af firmaet. Rollen som administerende direktør blev 1. juli 2025 overtaget af Henrik Biilmann. Ligeledes fratrådte Kirsten Bertelsen sin stilling i firmaet på førnævnte dato.
Dagbladet Børsen har i 2006, 2007 og 2008 udpeget Peter Larsens Kaffe A/S som Gazellevirksomhed.

## Tidligere verdens største kaffekande
Peter Larsens Kaffes vartegn er Danmarks største kaffekande (Madam Blå). Den er placeret ved firmaets domicil i Viborg. Kanden var indtil 2012 optaget i Guinness Rekordbog som verdens største kaffekande.
Fakta:
- Højde: 4,96 meter
- Omkreds i bund: 7,89 meter
- Diameter i bund: 2,51 meter
- Nettovægt: 1,2 tons
- Bruttovægt med kaffe: ca. 10,0 tons
- Indhold: ca. 9.400 liter (svarer til ca. 75.000 kopper kaffe)